# Gohpur
Gohpur là một thị xã và là nơi đặt ủy ban khu vực thị xã (town area committee) của quận Sonitpur thuộc bang Assam, Ấn Độ.

## Địa lý
Gohpur có vị trí 26°53′B 93°38′Đ / 26,88°B 93,63°Đ Nó có độ cao trung bình là 69 mét (226 feet).

## Nhân khẩu
Theo điều tra dân số năm 2001 của Ấn Độ, Gohpur có dân số 9408 người. Phái nam chiếm 53% tổng số dân và phái nữ chiếm 47%. Gohpur có tỷ lệ 72% biết đọc biết viết, cao hơn tỷ lệ trung bình toàn quốc là 59,5%: tỷ lệ cho phái nam là 77%, và tỷ lệ cho phái nữ là 66%. Tại Gohpur, 13% dân số nhỏ hơn 6 tuổi.